# Лінія 4 (метро Сан-Паулу)
Лінія 4 (жовта) або Лінія Пауліста — лінія метро Сан-Паулу, що зараз будується, і за планом буде пролягати між станціями Лус і Віла-Соня. За планом лінія буде відкриватися частинами в період з 2010 по 2013 рік. Протягом наступних 30 років після завершення, лінія буде експлуатуватися компанією ViaQuatro, частиною групи CCR.
| Бразилія | Це незавершена стаття з географії Бразилії. Ви можете допомогти проєкту, виправивши або дописавши її. |